# Sinapodemus
Sinapodemus is een geslacht van uitgestorven knaagdieren uit de onderfamilie muizen en ratten van de Oude Wereld (Murinae) dat gevonden is in het Laat-Mioceen van de Sinap-formatie in Turkije. Het is de enige soort van het geslacht Sinapodemus. De geslachtsnaam verwijst naar de heuvel Sinap, waar dit fossiel is gevonden. De soortaanduiding eert Ibrahim Abaci, iemand uit de omgeving van Sinap. Deze soort is bekend van elf eerste bovenkiezen (M1), twee tweede bovenkiezen (M2), twee derde bovenkiezen (M3), vier eerste onderkiezen (m1) en drie tweede onderkiezen (m2). Daarnaast zijn er nog drie m1's en een M1 gevonden die sterk op S. ibrahimi lijken, maar wat kleiner zijn en lagere knobbels bevatten. Deze worden tot Sinapodemus sp. gerekend. De morfologie van dit dier staat tussen die van Progonomys en Parapodemus in.
De eerste bovenkies (M1) is verlengd, net als bij Parapodemus. De knobbel t4 is ook verlengd en verbonden met t8. Daarentegen zijn t6 en t9 niet verbonden. Op de eerste onderkies (m1) is de anterocentrale knobbel afwezig, maar de anteroconide en de metaconide zijn sterk verbonden. De M1 is 1,79 tot 2,03 bij 1,10 tot 1,23 millimeter groot, de M2 1,28 tot 1,36 bij 1,18 tot 1,20 millimeter, de M3 0,86 tot 0,87 bij 0,90 tot 0,93 millimeter, de m1 1,58 tot 1,71 bij 1,00 tot 1,09 millimeter, de m2 1,22 tot 1,30 bij 1,04 tot 1,10 millimeter, en de m3 is onbekend. De M1 van S. sp. is 1,80 bij 1,11 millimeter, de m1 1,62 tot 1,63 bij 0,90 tot 0,93 millimeter.
Allorattus · 
Antemus · 
Anthracomys · 
Beremendimys · 
Castillomys · 
Castromys · 
Chardinomys · 
Dilatomys · 
Euryotomys · 
Hansdebruijnia · 
Hooijeromys · 
Huaxiamys · 
Huerzelerimys · 
Kritimys · 
Leilaomys · 
Linomys ·
Orientalomys · 
Paraethomys · 
Parapelomys · 
Parapodemus · 
Progonomys · 
Prohadromys · 
Qianomys · 
Ratchaburimys · 
Rhagamys · 
Rhagapodemus · 
Saidomys · 
Sinapodemus · 
Stephanomys · 
Wushanomys · 
Yunomys
Soorten met onduidelijke verwantschappen:
Karnimata huxleyi · 
Karnimata inflata · 
Karnimata intermedia · 
Karnimata minima · 
Mastomys colberti · 
Mus hipparionum · 
Progonomys debruijni